# Regimentul 26 Infanterie (1918-1920)
Regimentul 26 Infanterie a fost o mare unitate de infanterie, de nivel tactic, din Armata României, care a participat la acțiunile militare postbelice, din perioada 1918-1920. Regimentul a făcut parte din compunerea de luptă a Brigadei 4 Infanterie, comandată de generalul Bucur Bădescu, împreună cu Regimentul 3 Infanterie și Regimentul 19 Infanterie. :p. 332-333

## Compunerea de luptă
În perioada campaniei din 1919, regimentul a avut următoarea compunere de luptă::p. 333
- Regimentul 26 Infanterie

- Batalionul 1 - comandant: maior M. Suhăreanu

- Compania 1 - comandant: căpitan Alexandru Popovici
- Compania 2 - comandant: căpitan C. Paraschivescu
- Compania 3 - comandant: sergent C. Enăsel

- Batalionul 2 - comandant: maior N. Florescu

- Compania 5 - comandant: căpitan Mircea Selageanu
- Compania 6 - comandant: locotenent Ștefan Dragomirescu
- Compania 7 - comandant: locotent N. Oprescu

- Batalionul 3 - comandant: maior V. Burdulescu

- Compania 9 - comandant: locotenent C. Tomescu
- Compania 10 - comandant: căpitan Ilie Țenca
- Compania 11

### Campania anului 1919
În cadrul acțiunilor militare postbelice,  Regimentul 26 Infanterie a participat la acțiunile militare în dispozitivul de luptă al Brigadei 4 Infanterie, participând la Operația ofensivă la vest de Tisa. Regimentul 26 Infanterie, încoporat în Divizia 2 Infanterie intră în luptă odată cu transportarea Diviziei 2 Infanterie în Transilvania, acțiune realizată pentru a sprijini ofensiva la vest de Tisa. Divizia 2 Infanterie și, implicit, Regimentul 26 Infanterie rămân staționate în regiunea Besenyoszeg pe parcursul operațiunilor derulate în vederea ocupării Budapestei. :p. 332:p. 85;101

## Comandanți
- Locotenet-colonel C. Trifoescu (militar)